# 朱莉·阿拉尔-德屈吉
朱莉·阿拉尔-德屈吉（法語：Julie Halard-Decugis，1970年9月10日—）是法国女子职业网球运动员（1989年=），最高單打排名為世界第7，雙打排名曾高居世界第一。
阿拉尔-德屈吉在2000年打進2000年澳洲網球公開賽八強，也在英國伊斯特本奪得生涯第二個二級錦標賽冠軍，在2000年2月21日，她到達生涯排名最高位第七。
另外在雙打方面，阿拉尔-德屈吉在2000年與日本女將杉山愛合作，奪得5個雙打冠軍，包括生涯唯一一個在2000年美國網球公開賽奪得大滿貫雙打冠軍，2000年溫布爾登網球錦標賽闖進決賽、2000年法國網球公開賽打進四強、2000年澳洲網球公開賽打進八強，在2000年賽季共奪得10個雙打冠軍，也成為開放年代以來第一位在WTA女雙排名登上世界第一的球員。
她的職業生涯一共獲得12個WTA單打冠軍與15個WTA雙打冠軍，在大滿貫都有打進第四輪，另外在1993年澳洲網球公開賽、2000年澳洲網球公開賽與1994年法國網球公開賽闖進八強。
在1995年9月22日，他與他的教練阿諾·德屈吉（Arnaud Decugis）結婚，並育2名小孩。

## 外部連結
- 朱莉·阿拉尔-德屈吉的国际女子网球协会官方資料（英文）
- 朱莉·阿拉尔-德屈吉的國際網球總會 職業／青少年 官方資料（英文）
- Fed Cup - Player profile - Julie HALARD-DECUGIS (FRA) （页面存档备份，存于）